# Mary Weber
Pour les articles homonymes, voir Weber.
Mary Ellen Weber est une astronaute américaine née le 24 août 1962.

## Biographie
Elle est née à Cleveland, dans l'Ohio et a grandi à Bedford Heights, dans l'Ohio. Elle est diplômée de Bedford High School en 1980, elle a obtenu un baccalauréat en 1984 en génie chimique (avec mention) à l'université Purdue. Elle a reçu un doctorat en chimie physique à l'université de Californie à Berkeley, à Berkeley en 1988, et a reçu un diplôme supérieur au Southern Methodist University en 2002.
Elle a été stagiaire en génie chimique à Delco Electronics. Dans sa thèse de doctorat à Berkeley, elle a exploré la physique des réactions chimiques impliquant le silicium. À Texas Instruments, elle a recherché de nouveaux procédés et de l'équipement révolutionnaire pour la fabrication de puces informatiques, avec Sematech et Applied Materials. Elle est titulaire d'un brevet et a publié neuf articles dans des revues scientifiques.
Weber a été sélectionné par la NASA dans le quatorzième groupe d'astronautes en 1992.
Au cours de sa carrière de dix ans avec la NASA, elle a occupé plusieurs postes. Elle a beaucoup travaillé dans la commercialisation de la technologie, et dans le cadre d'une équipe rattachée au directeur général de la NASA, elle a travaillé directement avec une société de capital-risque afin d'identifier et de développer un projet d'entreprise s'appuyant sur une technologie spatiale. En outre, elle a assuré la liaison des affaires législatives au siège de la NASA à Washington DC, l'interfaçage avec le Congrès et la direction général de la NASA. Avant cette nomination, elle a été présidente du conseil de passation des marchés pour les entrepreneurs du programme de biotechnologie, et elle a également travaillé avec une équipe qui a remanié le plan de 2 milliards de dollars pour les installations de recherche de la Station spatiale. La principale mission technique de Weber au sein du Bureau des astronautes était les préparatifs de la navette au centre de lancement au Centre spatial Kennedy, de la charge utile et le développement de la science et le développement des normes et méthodes en matière de formation en sciences de l'équipage. Elle a effectué deux vols spatiaux, STS-70 et STS-101, elle était parmi les plus jeunes à voler dans l'espace et elle a accumulé plus de 450 heures dans l'espace.
Elle est récipiendaire de la Nasa Exceptional Service Medal. Elle a démissionné de la NASA en décembre 2002.
Weber est depuis avril 2012, vice-présidente des affaires gouvernementales et politiques à l'Université du Texas, un centre avec un budget de 1,6 milliard de dollars pour la recherche, avec cinq lauréats du prix Nobel et cinq hôpitaux affiliés.
Elle est mariée au Dr Jerome Elkind, fondateur de Génération Stellar, LLC, une technologie d'énergie alternative, il est originaire de Bayonne, dans le New Jersey.
Après avoir enregistré près de 5 000 sauts, Weber est une parachutiste active, avec 13 médailles d'argent et de bronze lors des Championnats du parachutisme nationaux américains et un record du monde en 2002, pour la plus grande formation en chute libre, avec 300 parachutistes.

## Vols réalisés

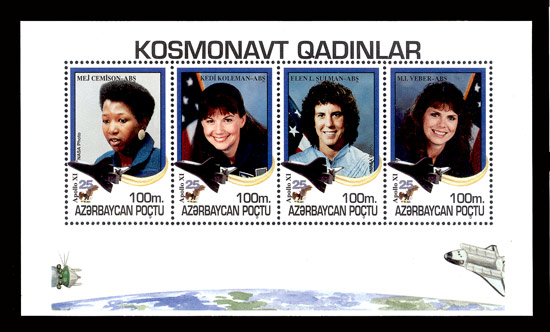
Mary Weber à droite sur un timbre de l'Azerbaïdjan.

- STS-70, à bord de Discovery, lancée le 13 juillet 1995.
- STS-101, à bord de Atlantis, lancée le 19 mai 2000 : 3e mission de construction de la station spatiale internationale.